# توماس لورد
توماس لورد (بالإنجليزية: Thomas Lord)‏ (23 نوفمبر 1755 في المملكة المتحدة - 13 يناير 1832 في المملكة المتحدة) هو لاعب كريكت بريطاني (وحمل سابقاً جنسية المملكة المتحدة لبريطانيا العظمى وأيرلندا ومملكة بريطانيا العظمى). لعب مع نادي مقاطعة ميدلسكس للكريكت ‏ ونادي مارليبون للكريكت ‏.

## وصلات خارجية
- توماس لورد على موقع إي آس بي آن كريك إنفو (الإنجليزية)